# شكاعة
الشُّكاعة أو الجنبة أو الطليحة أو حلاوى  أو خشيات، شوكة،  فاجونيا (باللاتينية: Fagonia) جنس نباتي يتبع الفصيلة القديسية من صف ثنائيات الفلقة. يضم هذا الجنس حوالي 18 نوعًا من الشجيرات و الحشائش تنتشر في الوطن العربي و أفريقيا و أمريكا.

## من أنواعها في الوطن العربي
- شكاعة أوليفييه (باللاتينية: Fagonia olivieri)
- شكاعة بروغييري (باللاتينية: Fagonia bruguieri)
- الشكاعة الصمغية (باللاتينية: Fagonia glutinosa)
- الشكاعة طويلة الأشواك (باللاتينية: Fagonia longispina)
- الشكاعة العربية (باللاتينية: Fagonia arabica)
- الشكاعة عريضة الأوراق (باللاتينية: Fagonia latifolia)
- الشكاعة الكريتية (باللاتينية: Fagonia cretica)
- الشكاعة المشرقية (باللاتينية: Fagonia orientalis)
- الشكاعة الناعمة (باللاتينية: Fagonia mollis)
- الجنب الشكاعي (باللاتينية: Fagonia indica)